# 上田洋子
上田 洋子（うえだ ようこ、1974年 - ）は、日本のロシア文学者、ロシア演劇研究者。ロシア語通訳・翻訳者。博士（文学）（早稲田大学・2009年）。編集者。2018年から株式会社ゲンロン代表取締役。
2023年度日本ロシア文学会大賞を受賞

## 来歴
- 東京都生まれ、大阪府育ち[4]
- 豊中市立第十三中学校
- 大阪府立箕面高等学校
- 京都産業大学外国語学部言語学科ロシア語専修[5]
- 早稲田大学大学院文学研究科ロシア文学専攻
- 早稲田大学坪内博士記念演劇博物館[6]
- 株式会社ゲンロン

## 著書

### 監修・翻訳
- 『瞳孔の中 クルジジャノフスキイ作品集』（共訳、松籟社、2012）
- 『チェルノブイリ・ダークツーリズム・ガイド 思想地図β4-1』（調査・監修、ゲンロン、2013）
- 『歌舞伎と革命ロシア』（共編著、森話社、2017）
- 『プッシー・ライオットの革命』（監修・解説、DU BOOKS、2018）
- 『ロシア宇宙主義』（共訳、河出書房新社、2024)

## 関連文献
- 『ネットとストリートの戦争と平和　ロシアの反戦アクティヴィズムについて』(ゲンロン14、2023)
- 『演劇に自由はあるのか、あるいは可視化された孤独の問題』（ゲンロン15、2023）
- 『思想』2024年8月号  特集：鈴木忠志「言葉と身体の再祝祭化──鈴木忠志の演劇と批評と国際交流」（岩波書店、2024）

## 展示企画
- 「種の起源：ロシアの現代美術――私たちは生き残ることができるのか」（美術展図録、翻訳、共訳。「ロシアの現代美術」実行委員会、2006）
- 「ヤング・アグレッシヴ――ロシア現代芸術における挑発的なスピリット」（美術展図録、翻訳、共訳。武蔵野美術大学美術資料図書館、2008）
- 「メイエルホリドの演劇と生涯：没後70年・復権55年」（展示図録。早稲田大学坪内博士記念演劇博物館  2010年）[7]
- 「ひっくりかえる展」Chim↑Pomがキュレーション(ワタリウム美術館、2012)　＊ロシアのアート集団「ヴォイナ」の通訳